# 宇田川芳雄
宇田川 芳雄（うだがわ よしお、1929年2月1日 - 2021年4月25日）は、日本の政治家。衆議院議員（1期）、東京都議会議員（6期）を歴任した。

## 経歴
東京府南葛飾郡葛西村（現在の東京都江戸川区）生まれ。中央大学経済学部卒業。大学卒業後は衆議院議員の島村一郎の秘書を21年間務めた。
1976年、島村が政界引退を表明。島村はかねてから世襲に反対しており、六男の宜伸の衆院選出馬にも強く反対した。宇田川は島村の後継に名乗りを上げたが、島村後援会は宜伸の擁立を決定し、島村一郎も最終的には宜伸の立候補を容認したため、自由民主党に公認を申請したものの認められなかった。同年の第34回衆議院議員総選挙に旧東京10区（定数5）から無所属で出馬したが得票数8位で落選し、宜伸は5位（当選者中の最下位）で初当選した。
1977年、東京都議会議員選挙に江戸川区選挙区から出馬し、初当選。以後6期連続当選。予算委員長、自民党東京都連幹事長等を歴任した。東京−ピョンヤン友好交流会議訪朝団団長を務め、北朝鮮を訪問した際は日本人妻に面会し、懇談した。また、日朝友好促進都議会議員連盟会長も務めた。都議当選後は島村宜伸の選挙対策本部長を務める等、関係の改善を図り、自民党東京都連において影響力を拡大した。
1999年、江戸川区長選挙候補者選定をめぐり、自民党区議団では9期35年にわたり区長を務めた中里喜一の後任に、江戸川区教育長の多田正見、宇田川の2人の名前が挙がり、区長選への対応をめぐって区議会会派が分裂、宇田川を支持した6人は新会派「自由民主党改革クラブ」を結成した。これを受け、宇田川は都議を辞職して江戸川区長選挙に出馬。「民主的な区民本位の行政運営を確立していきたい」「全国に先駆けての親水公園整備など、長期政権による強力な政治力があったからできたものもあった。しかし35年もトップに君臨すると弊害も大きくなってくるし、90歳を前に健康にも不安がある」 等の主張を展開したが、中里区長から事実上の後継指名を受ける形で出馬した多田正見に敗れ、落選した。この区長選では、地元選出の代議士である島村宜伸も多田を支援したため、再び関係が悪化した。
2000年、第42回衆議院議員総選挙に島村の選出選挙区である東京16区から無所属で出馬。系列都議や区議に加え、当時島村が自公保連立政権に批判的な立場を取っていたため公明党が宇田川の支援に回り、宇田川は島村を約3,300票差で下して当選した が、当選後、公示前に投票を呼びかける違法な文書を配布した公選法違反の疑いで書類送検された。当選後、同じく保守系無所属で当選した衆院議員9人で院内会派「21世紀クラブ」を結成する。同年11月の加藤の乱では、森内閣不信任決議案に反対票を投じる。翌2001年、宇田川同様に不信任案に反対した21世紀クラブ所属の山本幸三、上川陽子、北村誠吾、平井卓也の4議員は自民党への入党が認められたが、宇田川の入党は認められなかった（前回選挙で宇田川に敗れた島村が、東京16区から再び出馬する意向を示していたため）。その後、無所属の会に入党。また無所属のまま、自民党の派閥である山崎派（当時）に入会した。その後、宇田川同様に自民党への入党が認められず、無所属の会に加わった金子恭之、近藤基彦も自民党入党が認められてもなお宇田川のみ入党が認められず、2003年の第43回衆議院議員総選挙では再び東京16区から無所属で出馬するも、1日7時間に及ぶ徹底的な地元回りを行った島村に敗れ、民主党の中津川博郷の得票数をも下回る3位で落選した。
引退後は江戸川区剣道連盟名誉会長を務めた。2021年4月25日、自宅で死去。92歳没。

## 人物
- 2000年の政治資金収支報告書では法人や個人からの寄付が全収入の6割以上にのぼった宇田川が、全都議の中でトップであった[18]。
- 次男の宇田川聡史は宇田川芳雄の秘書を経て、2005年より東京都議会議員[19]（自由民主党所属）。
- 趣味は書道[3]。

## 著書
- 随筆選挙参謀（東洋経済新報社）
- あいさつ稼業（徳間書店）
- 続あいさつ稼業（スターツ出版）
- 続々あいさつ稼業（スターツ出版）
- ここに都政あり（千曲出版）
- 都議会の幹事長（スターツ出版）
- 21世紀への架け橋（スターツ出版）
- 永田町からこんにちわ（スターツ出版）
- 私の都市外交（スターツ出版）2007年5月5日